# Blendwaffe

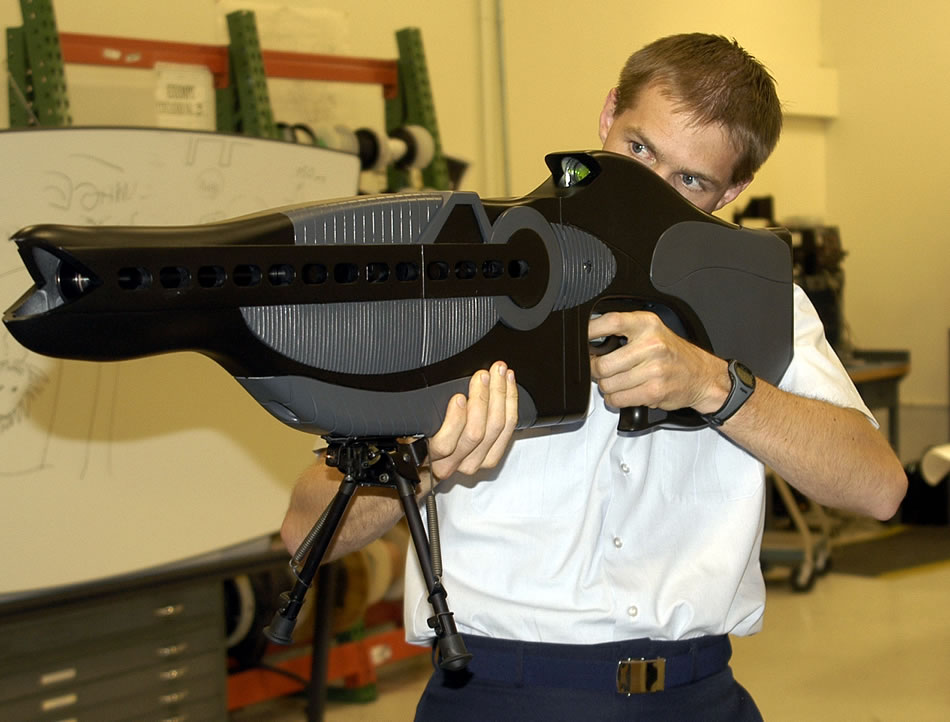
PHaSR – eine US-amerikanische Waffe auf Blendwaffenbasis.

Eine Blendwaffe (englisch Dazzler) ist eine nicht-tödliche Energiewaffe, die intensives sichtbares  Licht oder UV-Strahlung verwendet, um menschliche Gegner zu blenden oder orientierungslos zu machen.
Blendwaffen, die eine dauerhafte Blindheit des Opfers bewirken, wurden 1995 im Rahmen des Protokolls über blind machende Laserwaffen der Vereinten Nationen ausdrücklich verboten, nachdem sie schon zuvor durch Art. 23 Buchst. e) in Verbindung mit Art. 22 der Haager Landkriegsordnung als Waffen, die übermäßiges Leid verursachen, geächtet waren.
Dazzler sollen keine dauerhafte Blindheit des Ziels auslösen und fallen daher aus Sicht ihrer Befürworter nicht unter die Regelungen der UN-Resolution.

## Gegenmaßnahmen
Theoretisch können schmalbandige, auf die Frequenz des jeweiligen Lasers abgestimmte optische Filter einen Schutz gegen Dazzler bieten, andererseits können in Dazzlern theoretisch Laser mit variabler Wellenlänge wie Farbstofflaser oder Titan:Saphir-Laser zum Einsatz kommen. Nichtlineare optische Medien wie zum Beispiel Vanadium-dotierte Zink-Tellur-Verbindungen (ZnTe:V) können zur Konstruktion elektro-optischer Begrenzer verwendet werden. Diese würden selektiv den intensiven Lichtstrahl der Waffe begrenzen, ohne das wesentlich schwächere Restlicht der Umgebung zu blockieren.
Einige Modelle können optional im Infrarotbereich betrieben werden, um gezielt auch elektronische Sensoren auszuschalten.
Die meisten der aktuellen Systeme sind tragbar und basieren in der Regel entweder auf roten Laserdioden oder grünen Festkörperlasern (siehe auch DPSS).

## Verwendung sonstiger Beleuchtungseinrichtungen
An Handfeuerwaffen befestigte Lichtquellen werden ebenfalls nicht nur zur Beleuchtung der Umgebung, sondern auch zur Blendung des Gegners eingesetzt und mit ebendiesem Argument vermarktet. In diesem Fall ist die primäre Funktion der Lichtquelle jedoch die Beleuchtung des Zieles und nicht seine Blendung.

## Konstruktionsvarianten

### Laser-Dazzler

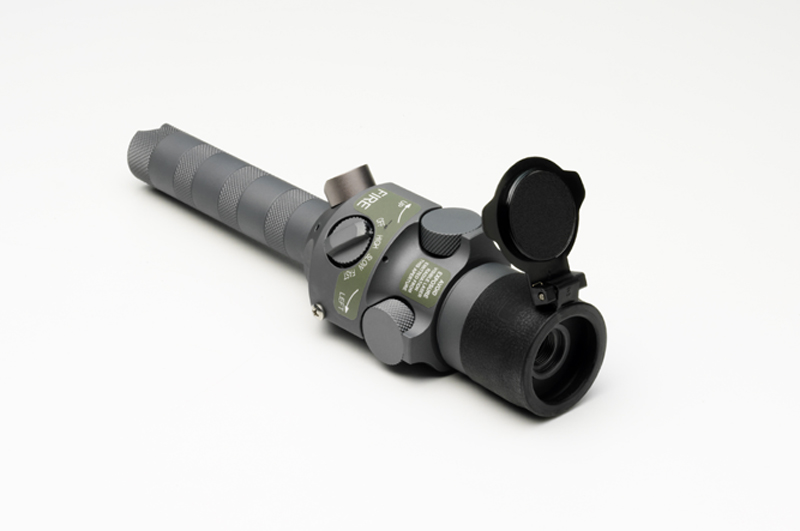
DPSS-Laser-Dazzler

Im Rahmen eines Förderprogrammes der DARPA entwickelte der US-amerikanische Hersteller LE-Systems ab 1996 einen grünen DPSS-Laser mit einer Wellenlänge von 532 nm und einer Leistung von 500 Milliwatt. Hierbei handelt es sich prinzipiell um stärkere Varianten des bekannten Laserpointer-Prinzips. Der Vorteil des hellgrünen Lichts ist, dass es für das menschliche Auge sowohl tagsüber als auch nachts erheblich besser sichtbar ist als das Rot (660 nm) herkömmlicher Pointer. Der amerikanische Hersteller SaberShot bietet unter der Bezeichnung Photonic Disruptor ein ähnliches System an, dessen Leistung abhängig vom Formfaktor von 200 m (Bleistiftformat) über 500 m (Taschenlampenformat) bis hin zu 2 km bei gewehrähnlichen Konstruktionen reicht.

### Saber 203 Dazzler
Der Saber 203 Dazzler (auch Saber 203 Grenade Shell Laser Intruder Countermeasure System) verwendet eine rote Laserdiode mit einer Leistung von 28 mW, die in eine Kapsel aus massivem Kunststoff in der Form einer standardisierten 40-mm-Granate eingebettet ist und in einen M203 (Granatwerfer) geladen werden kann. Das System hat eine effektive Reichweite von circa 300 Metern und wird durch eine kleine Steuerung kontrolliert, die unter dem Werfer angeklemmt wird. Falls notwendig, kann das System schnell ausgeworfen und durch eine herkömmliche Granate ersetzt werden. Es ähnelt der durch das Los Alamos National Laboratory entwickelten optischen Munition Project Perseus. Saber 203 Dazzler wurden 1995 während der Operation United Shield in Somalia eingesetzt.

### JD-3 Dazzler
Dieses System wird auf dem chinesischen Kampfpanzer Type 98 eingesetzt, um beispielsweise lasergestützte Panzerabwehrlenkflugkörper abzuwehren. Es ist mit einem kuppelförmigen Sensorsystem ausgestattet, das die Beleuchtung durch gegnerische Ziellaser (Laser Designator) erkennt und infolge aktiv die so georteten gegnerischen Zielsensoren blendet.

### ZM-87
Der ZM-87 Portable Laser Disturber ist eine aus China stammende optoelektronische Gegenmaßnahme auf Laserbasis. Norinco fertigte bis zum Jahr 2000 mindestens 22 Einzelsysteme.
Das System kann gegnerische Truppen in einer Entfernung zwischen zwei und drei Kilometer dauerhaft und auf Entfernungen bis zu zehn Kilometer vorübergehend blenden.
Es wurde primär daraufhin ausgelegt, Menschen zu blenden. Es gibt Hinweise darauf, dass es fotoelektrische Elemente in laserbasierenden Entfernungsmessern, in Videokameras und die Leitsysteme von Raketen zerstören kann.

#### Technische Daten
- Ausgangsleistung: 15 MW, fünf Pulse pro Sekunde auf zwei unterschiedlichen Frequenzen
- Maximale Reichweite (Erblindung): 2 bis 3 km (5 km mit zusätzlich eingesetzter siebenfacher Optik)
- Maximale Reichweite (vorübergehende Blendung): 10 km
- Gewicht (Ohne Batterie): 35 kg

Das System ähnelt in seiner Erscheinung einem schweren Maschinengewehr und besteht aus einem tragbaren Energiewandler, der durch ein Kabel mit der 84 Zentimeter langen Strahlungsquelle verbunden ist. Es ruht im Einsatz auf einem Dreibein und verfügt über eine Zielvorrichtung.

### Outfit DEC oder LDS
Das Outfit DEC oder Laser Dazzle Sight (LDS) ist ein britisches Lasersystem, das seit den 1980er Jahren auf Kriegsschiffen eingesetzt wird. Mehrere Quellen deuten darauf hin, dass es erstmals im Falkland-Krieg zum Einsatz kam. Unter anderen sollen Invincible, Hermes und Brilliant mit entsprechenden Systemen ausgerüstet gewesen sein. Diese dienten dazu, niedrig anfliegende argentinische Piloten direkt zu blenden.

### PHaSR
Der PHaSR (Personnel Halting and Stimulation Response Rifle), ein auf zwei unterschiedlichen Frequenzen basierendes portables System, wurde am Air Force Research Laboratory, Kirtland Air Force Base, in New Mexico entwickelt und teilweise durch das US-Justizministerium gefördert. Erste Prototypen wurden Anfang 2005 an das Joint Non-Lethal Weapons Directorate, Quantico (Virginia) zur Erprobung übergeben.
Der Name ist ein durch die fiktionalen Energiewaffen Phaser der Fernsehserie Star Trek inspiriertes Backronym. Die äußere Erscheinung der Prototypen erinnert ebenfalls entfernt an das Design der Energiegewehre in Raumschiff Enterprise: Das nächste Jahrhundert und einige der späten Kinofilme der Serie.

### Veiling-glare Laser
Der Begriff Veiling-glare Laser bezeichnet ein durch das US-amerikanische Joint Nonlethal Weapons Directorate verfolgtes Dazzlerkonzept auf der Basis ultravioletten Laserlichts. Die Strahlung soll blendende Fluoreszenz in der Linse des gegnerischen Auges verursachen und so klare Sicht unmöglich machen. Entsprechende Planungen wurden im September 2002 veröffentlicht.
Das Konzept soll gegenüber herkömmlichen Systemen im sichtbaren Wellenbereich drei Hauptvorteile aufweisen:
- Da eine geringere Ausgangsleistung verwendet wird, ist theoretisch das Risiko eines Augenschadens geringer.
- Die Position des Systems ist im Einsatz für das Zielobjekt nicht direkt erkennbar.
- Der operative Winkelbereich ist größer.

Das Konzept wurde von Wissenschaftlern massiv in Frage gestellt. Das Magazin New Scientist zitierte zwei Experten, Tom van den Berg vom niederländischen Ophthalmic Research Institute und Bill Stark von der Saint Louis University, die die Auffassung vertreten, dass bei den bei diesem Verfahren benötigten Ausgangsleistungen die Nutzung von UV-Strahlung selbst bereits fragwürdig ist und die Linse dauerhaft schädigen kann. Sie gehen davon aus, dass mit großer Sicherheit Trübungen der Augenlinse entstehen. Stark, ein Experte in der Untersuchung der Auswirkung von UV-Licht auf das Auge, stellte die Funktionalität des Grundprinzips selbst in Frage: „Meine Erfahrungen sprechen dafür, dass solche Fluoreszenz keine nennenswerten Blendeffekte (im Auge) verursacht“.